# Percy Jackson: Moře nestvůr
Percy Jackson: Moře nestvůr je pokračování bestselleru Percy Jackson: Zloděj blesku ze série Percy Jackson a Olympané.

## Příběh
Percy se po roce školy rozhoduje užít si pořádně poslední den školy a zároveň také (snad) první poslední den školy, který zažil bez toho, aby ho vyloučili. Bohužel ho při tělocviku začnou pronásledovat Laistrygonové, ale zachrání ho Annabeth a jeho kamarád Tyson. Prchají do tábora a zjišťují, že Thaliin strom, který chrání hranice tábora, někdo otrávil, vyhodili Cheiróna a jeho místo zaujal Tantalos. Percy brzy zjistí, že Tyson není jen tak někdo, je to kyklop a je to Poseidonův syn, takže je to i Percyho bratr. Percy a Annabeth se spolu s Tysonem rozhodnou zachránit tábor a Grovera, který zmizel a byl unesen na ostrov, tím, že najdou Zlaté rouno a ostrov, na němž je Grover. Ale Tantalos vybral pro výpravu Clarisse, dceru Arése. Ale oni se zastavit nenechají a z tábora utečou.
Celý děj se řídí proroctvím, které dostala Clarisse od Orákula.
Železným korábem s posádkou kostlivců vydáš se do noci,
najdeš cos hledala, nezdar tě čeká však bez přátel pomoci.
Zoufalství, beznaděj do konce života,
domů tě ponese na křídlech samota.

## A co bylo dál
Percy se setká s Hermem a ten ho pošle na loď jménem Princezna Andromeda. Tam Percy potkává Luka a dostává se na útěku před ním až na Floridu. Odtamtud je sveze Clarisse na svém křižníku a dostanou se až do Bermudského trojúhelníku(do moře nestvůr). Setkávají se s Hydrou, Kirké a Polyfémem, který chce sníst Grovera a vzít si Clarisse za ženu. Polyféma porazí, získají rouno a spolu s Clarisse se vrátí do tábora, ale pořád na ně někde číhá Luke. Tyson potom odejde pracovat jako kovář v kovárnách pod mořem, ale ještě před odchodem Percymu dá dárek. Kouzelný štít, který se proměňuje na hodinky, takže nikomu nepřekáží, když není potřeba.